# NHK宇都宮放送局
NHK宇都宮放送局（エヌエイチケイうつのみやほうそうきょく）は、栃木県を放送対象地域とする日本放送協会（NHK）の地域放送局。総合テレビとFM放送で県域放送を行っている。NHK EテレとAM放送（ラジオ第1放送・ラジオ第2放送）については関東広域圏放送の扱いとして、管轄の東京本局からカバー・中継されている。
本項目における「東京」は、東京都渋谷区にあるNHK本部（放送センター・首都圏局）を指す。

## 沿革

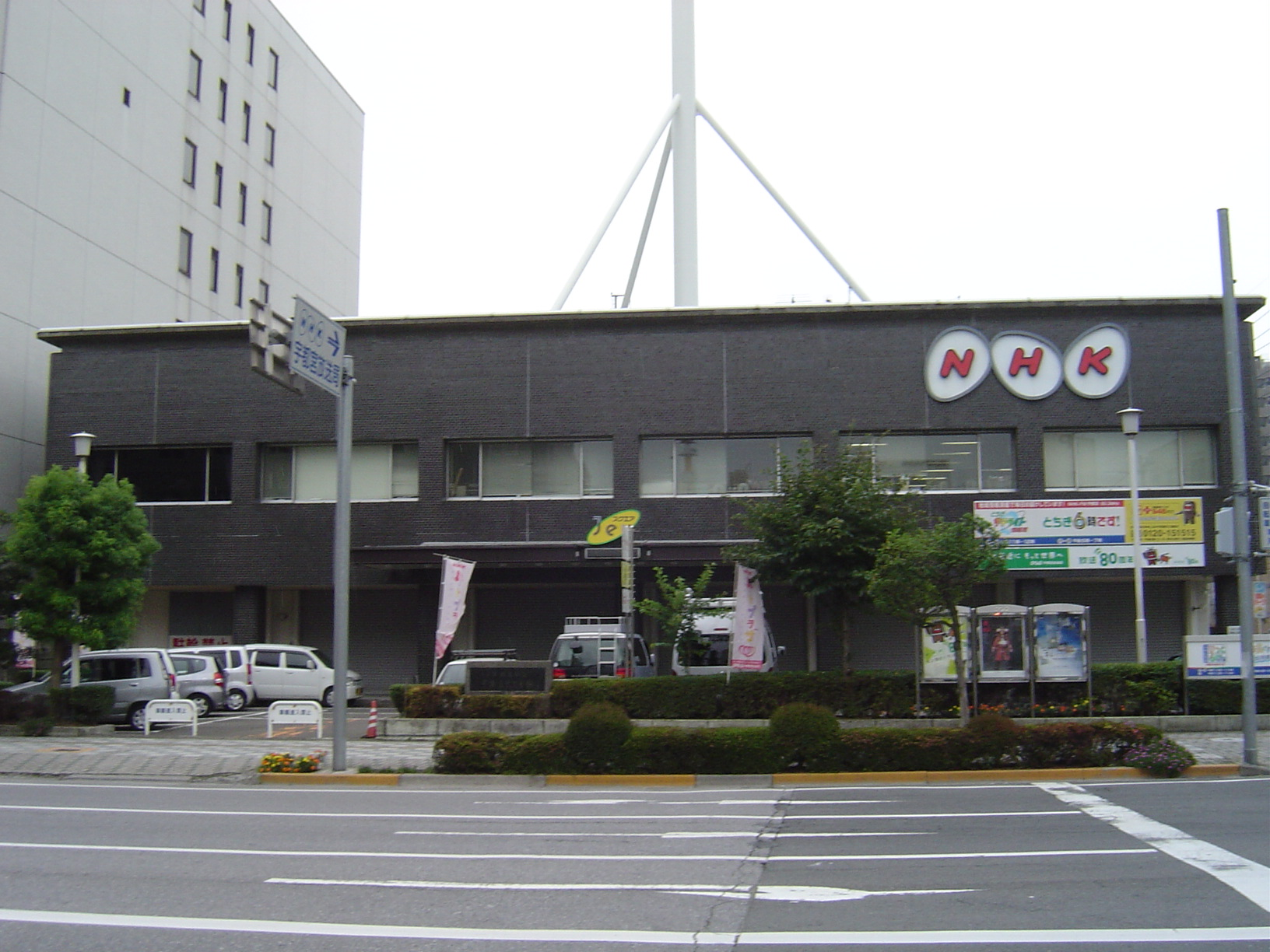
地デジ県域化による改築前の宇都宮放送会館（2005年7月）

- 1941年（昭和16年）12月26日 - 社団法人日本放送協会が、電波管制に伴う措置で宇都宮臨時放送所として放送開始（中波、呼出符号なし）。
- 1943年（昭和18年）11月1日 - 日本放送協会宇都宮出張所を開設（宇都宮市川向町）[1]。
- 1945年（昭和20年）
  - 7月15日 - 戦災により事務所を焼失し、四条町に移転[1]。
  - 10月26日 - 宇都宮臨時放送所を宇都宮中継放送所と改称。
- 1946年（昭和21年）9月1日 - 宇都宮中継放送所の呼出符号JOAK4に決定。
- 1947年（昭和22年）11月17日 - 宇都宮中継放送所、廃止。
- 1948年（昭和23年）
  - 4月15日 - 宇都宮市江野町に事務所移転[1]。
  - 5月1日 - 宇都宮出張所を宇都宮支局と改称[1]。
- 1950年（昭和25年）6月1日 - 放送法施行に伴い社団法人日本放送協会が解散。特殊法人としての日本放送協会が設立され、特殊法人日本放送協会宇都宮支局となる。
- 1951年（昭和26年）7月1日 - 宇都宮支局を宇都宮放送局と改称（送信施設なし）。
- 1959年（昭和34年）10月27日 - 日光通信部を開設[1]。
- 1960年（昭和35年）6月18日 - 足利通信部を開設[1]。
- 1963年（昭和38年）8月17日 - 小山通信部を開設（1985年7月26日廃止）[1]。
- 1964年（昭和39年）10月3日 - 矢板テレビ中継放送所が運用開始（県内初のテレビ中継所）[1]。
- 1966年（昭和41年）10月6日 - 大田原通信部を開設[1]。
- 1970年（昭和45年）4月6日 - 宇都宮放送局、FM県域放送開始[1]（呼出符号JOBP-FM）。
- 1971年（昭和46年）11月10日 - 現在の宇都宮放送会館（宇都宮市中央2丁目）が新築落成[1]。
- 1980年（昭和55年）10月3日 - 宇都宮テレビ中継放送所（宇都宮タワー）が運用開始[1]。
- 1991年（平成3年）5月13日 - 大田原通信部が西那須野町（現・那須塩原市）に移転。
- 1993年（平成5年）11月1日 - 「スクエアJue」オープン。
- 2001年（平成13年）4月6日 - 県域FM放送『とちぎ6時です』放送開始[1]。
- 2003年（平成15年）6月16日 - 開局60周年記念事業の一環で宇都宮市大通り2丁目にサテライトスタジオ開設[1]（2007年（平成19年）3月に閉鎖）。
- 2005年（平成17年）12月1日 - 地上デジタルテレビ中継開始[1]。
- 2012年（平成24年）4月1日 - デジタル総合テレビで栃木県域放送開始[2]。
- 2022年（令和4年）10月3日 - NHKプラスで地域向けのテレビ番組の見逃し配信が開始[3]。
- 2023年（令和5年）4月1日 - 令和改革により、部制（放送部・営業推進部等）からセンター制に見直され、コンテンツセンター、経営管理企画センターへ再編された。

## 県域テレビ放送の実現
NHKは2009年度から3年間の経営計画において、テレビ放送の完全デジタル化を機に栃木県と群馬県（前橋放送局）で総合テレビの県域放送を開始すべく準備を進めてきた。そして政府は2011年11月1日、移行期日を2012年4月1日と定め実施に向けた手続きを開始することを決定。12月9日には、電波監理審議会にて群馬・栃木両県域テレビ放送の答申が認められ2012年4月を目処に県域テレビ放送の開始を正式に発表した。そして2012年4月1日、前橋・宇都宮管内で県域放送が開始された。県域テレビ放送開始当初は宇都宮放送局の識別信号が割り当てられておらず、従来の「NHK総合・東京」のままとなっていたが、2013年1月26日の放送開始時より、「NHK総合・宇都宮」へ変更となった。なお、識別信号の変更については2012年12月1日を予定していたが同年12月16日に第46回衆議院議員総選挙が実施された影響から延期されていた。

## 放送局の周波数一覧

### FM放送局
コールサイン
JOBP-FM
各局の周波数と空中線電力
- 宇都宮 80.3MHz 1kW（送信所：羽黒山）
- 足利 83.7MHz 30W
- 葛生 82.9MHz 10W
- 今市 84.0MHz 3W
- 塩原 84.9MHz 1W
- 足尾 86.5MHz 1W

特記事項
- 足尾局はNHK-FM単独設置。親局と他の4中継局はエフエム栃木（RADIO BERRY）と栃木放送（CRT-FM）のFM補完中継局を併設している。

### 宇都宮テレビ局
各系統とも宇都宮タワーから送信。
- デジタル総合テレビ 47ch（リモコンキーID：1） 出力100W

2012年4月1日以降は「JOBP-DTV」のコールサインが付き、宇都宮局の親局となる。
- デジタル教育テレビ 39ch（リモコンキーID：2） 出力100W

## 支局
- 大田原
- 日光

## 情報カメラ
- 宇都宮市（放送局屋上）
- 日光市（中禅寺湖）
- 小山市（小山駅東口）

## 主な宇都宮局制作番組

### 県域総合テレビ
- 栃木県の気象情報・お知らせ[注 1]（平日 11:57 - 12:00）

- とちぎ630[注 2]（平日 18:30 - 18:59　2020年3月30日 - ）
- とちスペ　（不定期・金曜日  19:30 - 19:57または19:30 - 20:42　2012年度 - ）
- キタカン+（不定期・金曜日 19:30 - 19:57・2021年度 -  ※年2本程度。水戸局・前橋局との共同制作）
- 全国高等学校野球選手権栃木大会 - 例年、決勝を放送（平日 9:55、土日 10:00 - 試合終了まで。11:53 - 12:20はサブチャンネルで放送）2021年はテレビ中継はなかった。

### 県域FM
- ニュース・気象情報（月 - 金 11:50 - 12:00、12:15 - 12:20、18:50 - 19:00、祝日・春の大型連休の谷間・お盆・年末年始は東京から放送）
- 夕暮れとちのき堂→金曜カフェ・とちのき堂[注 3]（2022年度から毎月最終金曜　11:00 - 11:50）※2020年度開始 - 2021年度までは毎月最終金曜 18:00 - 18:50

### 終了した番組
総合テレビ
- とちぎ640（月 - 金 18:40 - 18:59）2012年4月2日 - 2020年3月27日
- ときめきとちぎ（金曜日 11:30 - 11:59.55）2012年4月6日 - 2018年3月16日
- ちょこトチ!（金曜日 11:50 - 11:59.55）2018年4月6日 - 2022年3月11日

FM
- うつのみやリクエストアワー
- ふるさと自慢FM土曜広場（土曜日）1997年3月8日[1] -
- とちぎ6時です（金曜日→月 - 金 18:00 - 19:00）2001年4月6日 -
- とちぎサテライト情報局（月 - 金 11:00 - 12:00） 2003年3月31日[1] -

## アナウンサー・キャスター
| 氏名           | 前任地           | 担当番組                                        |
| アナウンサー   | アナウンサー     | アナウンサー                                    |
| -------------- | ---------------- | ----------------------------------------------- |
| 八尋隆蔵       | 札幌             | アナウンスグループ統括 とちぎ630 （キャスター） |
| 橋本奈穂子     | 東京アナウンス室 | とちぎ630 （キャスター） 夕暮れとちのき堂       |
| 契約キャスター |                  |                                                 |
| 高石桃子       | 福島             | とちぎ630                                       |
| 渡辺早紀       | 秋田             | とちぎ630 (スポーツキャスター)                  |
| 長井ゆめの     |                  | とちぎ630 (スポーツキャスター)                  |
| 気象予報士     |                  |                                                 |
| 福嶋真理子     |                  | とちぎ630                                       |

### その他著名在籍者
- 黒崎めぐみ（局長、2020年8月から2023年6月）

## 備考
- 2012年4月の総合テレビの県域放送開始に伴って、「ご当地ななみちゃん」ならぬ「ご当地どーもくん・ストロベリーどーもくん」が誕生した[注 5]。